# Mohamed Alí Seineldín
Mohamed Alí Seineldín (Concepción del Uruguay, 12 novembre 1933 – Buenos Aires, 2 settembre 2009) è stato un militare argentino.
Fautore di un acceso nazionalismo e di un'ideologia di estrema destra, intriso di cattolicesimo tradizionalista, prese parte con un ruolo attivo, come ufficiale superiore dell'esercito argentino, alla guerra sucia contro gli oppositori e i guerriglieri di sinistra durante gli anni settanta.
Esperto di tecniche di guerra irregolare e valente addestratore di reparti speciali, combatté con valore e determinazione alla testa dei suoi soldati durante la guerra delle Malvine nel 1982, esercitando un notevole ascendente sulla truppa.
Dopo la caduta del regime militare continuò a sostenere idee radicali di destra e divenne il capo dei cosiddetti carapintadas che si sollevarono ripetutamente senza successo contro il regime democratico. Arrestato e condannato all'ergastolo per cospirazione, venne successivamente amnistiato e rilasciato dalla presidenza argentina.

## Carriera militare
La sua famiglia era araba di religione drusa emigrata in Argentina e ancora giovane Seineldín si convertì al cattolicesimo. Durante l'infanzia la sua famiglia si trasferì a Concordia, dove visse fino agli inizi della sua carriera militare.
Dopo aver frequentato il Colegio Militar de la Nación dal quale nel 1957 uscì con il grado di tenente di fanteria, prestò servizio presso lo stesso Colegio Militar de la Nación e presso la Escuela de Suboficiales "Sargento Cabral", istituti di formazione rispettivamente per ufficiali e sottufficiali dell'esercito argentino per poi comandare successivamente una compagnia di paracadutisti nella provincia di Catamarca.
Nel 1981 e nel 1982 con il grado di tenente colonnello fu comandante del 25º Reggimento di Fanteria di Sarmiento nella Provincia di Chubut, partecipando alla guerra delle Malvinas.
Dopo la sua promozione al grado di colonnello nel 1984 fu designato dal governo quale addetto militare nella Repubblica di Panama, svolgendo tale incarico nel 1985 e nel 1986 e facendo ritorno in Argentina dopo l'invasione statunitense di Panama e la destituzione di Noriega.

### Alzamiento Carapintada
(Mohamed Alí Seineldín)
Nel 1988 fu a capo della rivolta contro il presidente Raúl Alfonsín dei carapintadas, gli ufficiali subalterni e i soldati argentini di estrema destra decisi ad opporsi al processo di condanna e punizione in corso contro gli esponenti delle forze armate argentine coinvolte nella guerra sporca. La ribellione si concluse con un accordo tra il leader Carapintada e il capo dell'esercito.
Seineldín fu a capo di un nuovo sollevamento contro i vertici dell'esercito e indirettamente contro il governo il 3 dicembre 1990. I ribelli si arresero il giorno seguente e Seineldín processato venne condannato all'ergastolo.
Durante la sua prigionia numerose furono le manifestazioni in cui veniva richiesta la sua liberazione che avvenne nel 2003 in seguito a un provvedimento del presidente Duhalde.
Il 2 settembre 2009 Seineldín è morto a Buenos Aires in seguito ad un arresto cardiaco.